# Giuseppe Gibelli
Giuseppe Gibelli ( 9 de febrero de 1831 - 16 de septiembre de 1898) fue un botánico, micólogo, pteridólogo, y liquenólogo italiano, originario de Santa Cristina e Bissone.
Originalmente estudió medicina, obteniendo su doctorado médico en la Universidad de Pavía. Luego estudia botánica y microscopía en Alemania. Llega a ser profesor titular de botánica en las Universidades de Modena, desde 1874 y de la de Bolonia, (1879), y de 1883 a 1898 será profesor de botánica y director del Jardín botánico en la Universidad de Turín.
Gibelli es recordado por sus estudios pioneros sobre micorrizas: la asociación simbiótica entre hongos y raíces de plantas. Con Giovanni Passerini (1816-1893) y Vincenzo de Cesati (1806-1883), fue coautor de Compendio della flora italiana, un compendio de la Flora de Italia, publicada en 35 volúmenes entre 1868 a 1886.
- La abreviatura «Gibelli» se emplea para indicar a Giuseppe Gibelli como autoridad en la descripción y clasificación científica de los vegetales.[1]